# Riazanski
Riazanski (russe : Муниципальный округ Рязанский) est un district municipal du district administratif sud-est de la municipalité de Moscou. Son nom provient de Riazan.

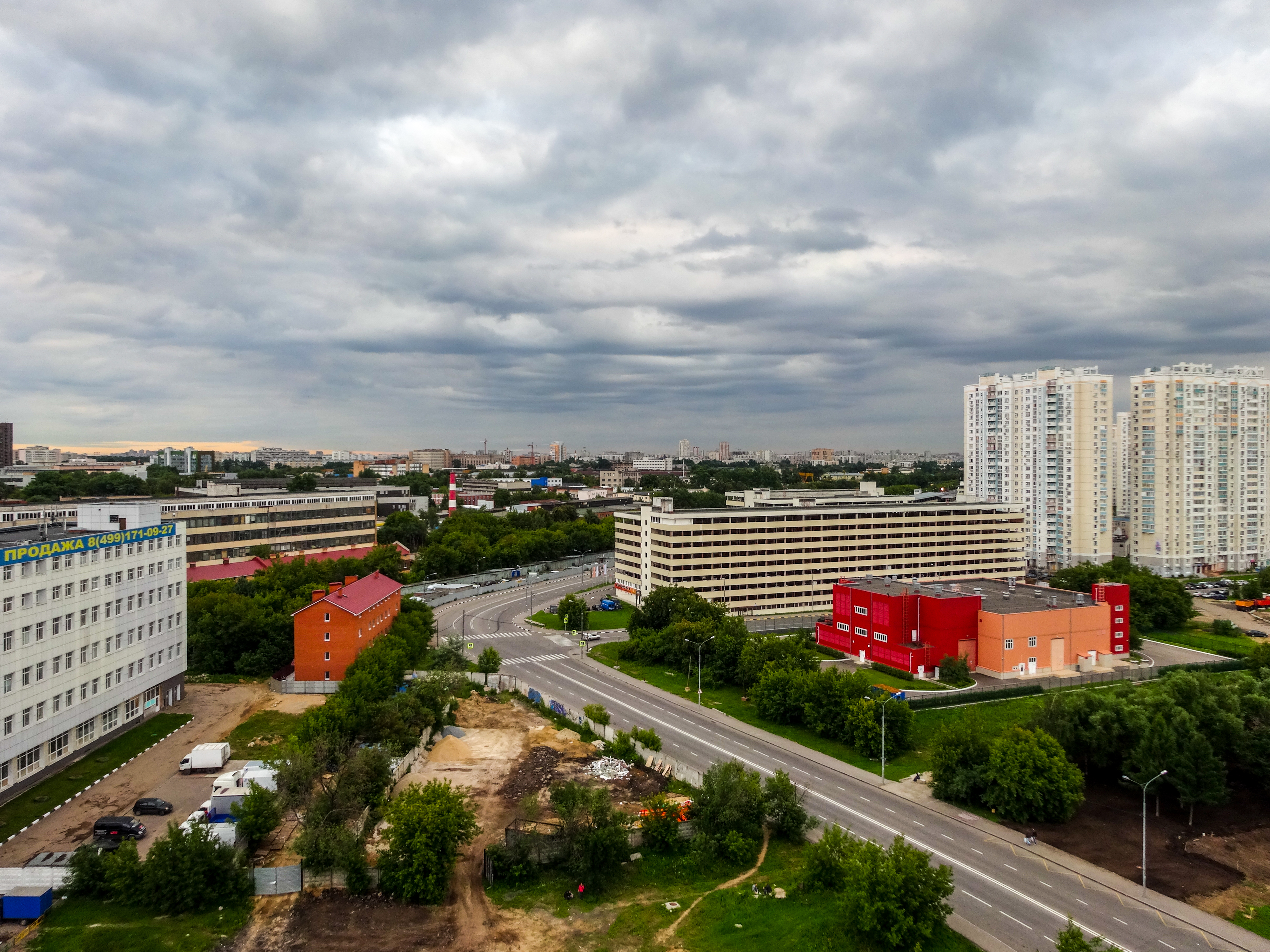
Vue sur le quartier Riazanski de Moscou. Bloc urbain 115-A et zone industrielle №56 Graivoronovo. Juin 2014

## Histoire
Jusqu'en 1960, Riazanski dépendait de l'oblast de Moscou, raïon Liouberetski (en).
Avec l'achèvement du MKAD (autoroute périphérique de la ville de Moscou), la ville a été incluse dans la municipalité de Moscou (d'abord dans le district Jdanovski, puis en 1969 dans le district Volgogradski).
Le quartier a été établi à la suite de la réforme des divisions administratives en 1991.

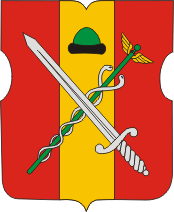
Armes du district
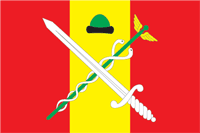
Drapeau du district